# 함준호 (연출가)
함춘호는 대한민국의 텔레비전 드라마 연출감독이다.

## 드라마
- 2018년 SBS 월화 미니시리즈 《기름진 멜로》 ... 공동연출
- 2018년 ~ 2019년 SBS 월화 미니시리즈 《복수가 돌아왔다》 ... 연출
- 2023년 SBS 금토 미니시리즈 《법쩐》 ... 공동연출
- 2025년 SBS 금토 미니시리즈 《나의 완벽한 비서》 ... 공동연출